# Tanja Szewczenko
Tanja Szewczenko (Düsseldorf, 26 luglio 1977) è un'ex pattinatrice artistica su ghiaccio tedesca, specializzata nel singolo.

## Risultati
GP: Champions Series (Grand Prix)
| Internazionali            | Internazionali | Internazionali | Internazionali | Internazionali | Internazionali | Internazionali | Internazionali |
| Evento                    | 1992-93        | 1993-94        | 1994-95        | 1995-96        | 1997-98        | 1998-99        | 1999-00        |
| ------------------------- | -------------- | -------------- | -------------- | -------------- | -------------- | -------------- | -------------- |
| Giochi olimpici invernali |                | 6°             |                |                | R              |                |                |
| Campionati mondiali       | 7°             | 3°             | R              | 6°             | 9°             |                |                |
| Campionati europei        | 4°             | 5°             | 4°             | 5°             | 3°             | R              |                |
| GP Finale                 |                |                |                |                | 2°             |                |                |
| GP Nations Cup            | 8°             | 1°             | 3°             | 5°             | 1°             |                |                |
| GP NHK Trophy             |                |                | 4°             |                | 1°             |                |                |
| Schäfer Memorial          |                | 2°             |                |                |                |                |                |
| Skate Israel              |                |                |                | 1°             |                |                |                |
| Piruetten                 |                | 5°             |                |                |                |                |                |
| Internazionali: Junior    |                |                |                |                |                |                |                |
| Campionati mondiali       | 3°             | 4°             |                |                |                |                |                |
| Nazionali                 |                |                |                |                |                |                |                |
| Campionati tedeschi       | 3°             | 1°             | 1°             | 2°             | 1°             | 2°             | 3°             |
| R = Ritirata              |                |                |                |                |                |                |                |